# Dactyloceras ducarmei
Dactyloceras ducarmei is een vlinder uit de familie herfstspinners (Brahmaeidae). De wetenschappelijke naam is voor het eerst geldig gepubliceerd in 2002 door Bouyer.
De soort komt voor in het Afrotropisch gebied.